# 基輔水庫

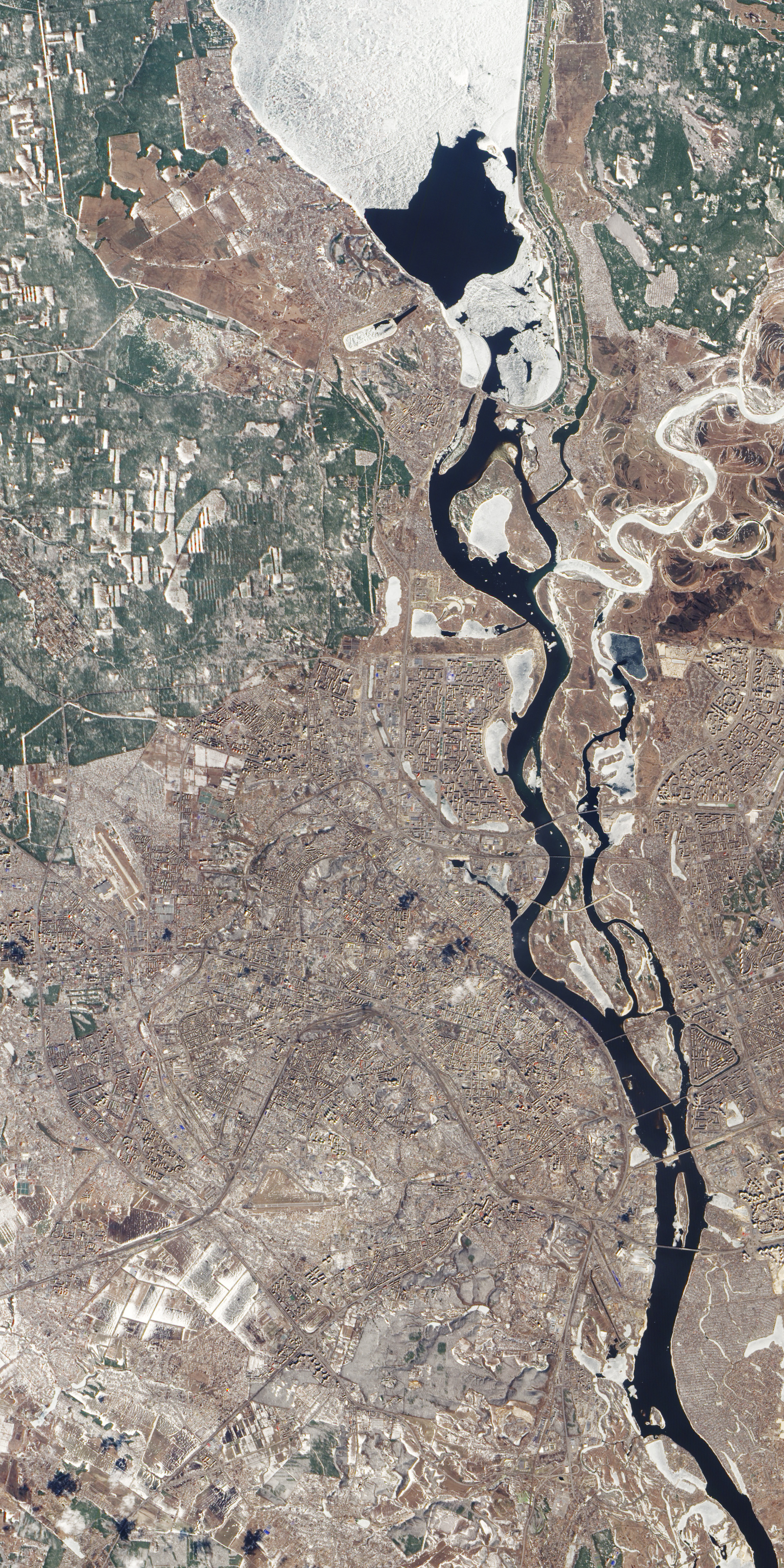

50°36′N 30°30′E / 50.600°N 30.500°E
基輔水庫（羅馬化：Kyivske vodoskhovyshche），又名基輔海（羅馬化：Kyivske more），是烏克蘭的水庫，位於第聶伯河河道上，由基輔州負責管轄，始建於1966年，長110公里、寬12公里，面積922平方公里，平均水深4.1米，最大水深15米，蓄水量3.7立方公里。

## 外部連結
- Expert:Kiev Sea dam is in 93% emergency state （页面存档备份，存于） in Korrespondent （俄文）
- Information about the reservoir